# Carl Nassib
Carl Paul Nassib (West Chester, Estados Unidos; 12 de abril de 1993) es un ala defensiva de fútbol americano de los Raiders de Las Vegas de la Liga Nacional de Fútbol Americano (NFL). Jugó fútbol americano universitario en Penn State y fue seleccionado por los Cleveland Browns en la tercera ronda del Draft de la NFL de 2016. También ha jugado para los Tampa Bay Buccaneers.
En 2021, Nassib se convirtió en el primer jugador activo de la NFL en declararse públicamente gay.

## Carrera universitaria
Nassib se inscribió en la Universidad Estatal de Pensilvania e integró el equipo de fútbol de Penn State Nittany Lions como un walk-on en 2011. Después de no jugar sus primeros dos años, Nassib jugó en 10 juegos como estudiante de segundo año en 2013. Obtuvo el récord de 12 tacleadas y una captura. Como junior, apareció en los 13 juegos y tuvo siete tacleadas y una captura. Se convirtió en titular por primera vez en su último año en 2015. Nassib alcanzó 10 capturas en solo seis juegos para comenzar el año.
Nassib fue nombrado Jugador Defensivo del Año de los Diez Grandes recibió el Premio Hendricks al mejor ala defensiva de la nación y también el Premio Lombardi por ser el mejor liniero o apoyador de fútbol americano universitario. También fue finalista de varios otros premios, incluido el Trofeo Bronko Nagurski, el premio otorgado al mejor jugador defensivo del país, junto con el Trofeo Burlsworth otorgado al mejor jugador de la nación que comenzó su carrera como caminante. USA Today honró a Nassib como Segundo Equipo All-American. 

## Carrera profesional

### Cleveland Browns
Nassib fue seleccionado por los Cleveland Browns en la tercera ronda del draft de la NFL de 2016 con la selección 65. El 28 de junio, Nassib firmó un contrato de cuatro años por un valor aproximado de 3,2 millones de dólares, con un bono por firmar valorado en aproximadamente 890.000 dólares.
En su primer juego como profesional, contra los Philadelphia Eagles, Nassib registró una captura, tres tacleadas y un pase desviado, y obtuvo una nominación a Pepsi NFL Rookie of the Week.
Los Browns renunciaron a Nassib el 2 de septiembre de 2018.

### Tampa Bay Buccaneers
El 3 de septiembre de 2018, los Tampa Bay Buccaneers reclamaron a Nassib sin exenciones. Estableció récords personales en ambas capturas (6.5) y tacleadas para pérdida (12) en 2018, ambos más altos que los totales de su carrera en ambas categorías antes de la temporada.

### Las Vegas Raiders
El 27 de marzo de 2020, Nassib firmó un contrato de $ 25 millones por tres años con los Raiders de Las Vegas.
En la Semana 10 contra los Broncos de Denver, Nassib registró la primera intercepción de su carrera con un pase lanzado por Drew Lock durante la victoria 37-12.

## Vida personal
Carl es el hijo de Mary y Gilbert Nassib. Su padre jugaba fútbol americano universitario en la Universidad de Delaware. Tiene cuatro hermanos: dos hermanos, John y Ryan, y dos hermanas, Carey y Paige. Ryan, que es tres años mayor, jugó fútbol americano universitario para la Universidad de Syracuse y fue mariscal de campo en la NFL y actualmente es agente libre.
El 21 de junio de 2021, Nassib emitió un comunicado en su cuenta de Instagram en el que afirmaba que es gay, convirtiéndose en el primer jugador activo de la NFL en salir públicamente. En el comunicado, se comprometió a donar $ 100,000 a The Trevor Project, una organización dedicada a la intervención en crisis y la prevención del suicidio entre los jóvenes LGBTQ, y a continuar defendiendo su trabajo.